# Brother Bear
Anh em nhà gấu (tiếng Anh: Brother Bear) là một bộ phim hoạt hình hài phiêu lưu Mỹ vào năm 2003 sản xuất bởi Walt Disney Feature Animation và phát hành bởi Walt Disney Pictures. Đây là phim thứ 44 trong loạt hoạt hình cổ điển Walt Disney.